# Pterolophia misella
Pterolophia misella là một loài bọ cánh cứng trong họ Cerambycidae.